# Jurre Vreman
Jurre Vreman (Gendringen, 20 februari 1998) is een Nederlands voetballer die bij voorkeur als centrale verdediger speelt. Hij stroomde in 2016 door vanuit de jeugd van De Graafschap.

## Clubcarrière
Vreman is afkomstig uit de jeugdopleiding van De Graafschap. Op 5 augustus 2016 debuteerde hij onder zijn vader Jan Vreman voor De Graafschap in de Eerste divisie tegen FC Eindhoven. Hij viel na 81 minuten in voor Jan Lammers. De Graafschap won met 4–1 van FC Eindhoven.

## Statistieken
| Seizoen         | Club            |                    | Competitie      | Competitie | Competitie | Beker | Beker | Internationaal | Internationaal | Totaal | Totaal |
| Seizoen         | Club            | Wed.               | Competitie      | Dlp.       | Wed.       | Dlp.  | Wed.  | Dlp.           | Wed.           | Dlp.   |        |
| --------------- | --------------- | ------------------ | --------------- | ---------- | ---------- | ----- | ----- | -------------- | -------------- | ------ | ------ |
| 2016/17         | De Graafschap   | Vlag van Nederland | Eerste divisie  | 2          | 0          | 0     | 0     | -              | -              | 2      | 0      |
| Club totaal     | Club totaal     | Club totaal        | Club totaal     | 2          | 0          | 0     | 0     | 0              | 0              | 2      | 0      |
| Carrière totaal | Carrière totaal | Carrière totaal    | Carrière totaal | 2          | 0          | 0     | 0     | 0              | 0              | 2      | 0      |

Bijgewerkt tot 27 juli 2017